# Voires
Voires és un municipi francès, situat al departament del Doubs i a la regió de Borgonya - Franc Comtat. L'any 2018 tenia 86 habitants. El primer esment escrit «Voyres» data del 1319.

## Demografia
El 2018 tenia 86 habitants. El 2007 ji havia 32 habitatges dels quals 26 eren l'habitatge principal, 4 segones residències i 2 desocupats.

## Economia
El 2007 la població en edat de treballar era de 44 persones de les quals 34 eren actives. Hi havia un guixaire pintor i lampisteria. L'any 2000 hi havia quatre explotacions agrícoles que conreaven un total de 188 hectàrees.